# シンガポール・オープン (バドミントン)
シンガポール・オープン（Singapore Open）はシンガポールで毎年開催されているバドミントンの国際大会。1987年にスタートした。
大会グレードは2007年からBWFスーパーシリーズ。
BWFワールドツアースーパー500に分類されているが、2023年からはスーパー750で開催。

## 優勝選手
| 年   | 男子シングルス                   | 女子シングルス           | 男子ダブルス                                          | 女子ダブルス                                      | 混合ダブルス                                                  |
| ---- | -------------------------------- | ------------------------ | ----------------------------------------------------- | ------------------------------------------------- | ------------------------------------------------------------- |
| 2024 | 石宇奇                           | 安洗塋                   | 何濟霆 任翔宇                                         | 陳清晨 賈一凡                                     | 鄭思維 黄雅瓊                                                 |
| 2023 | アンソニー・シニスカ・ギンティン | 安洗塋                   | 保木卓朗 小林優吾                                     | 陳清晨 賈一凡                                     | マシアス・クリスティアンセン アレクサンドラ・ボイエ           |
| 2022 | アンソニー・シニスカ・ギンティン | P.V.シンドゥ             | レオ・ローリー・カルナンド ダニエル・マーティン       | アプリヤニ・ラハユ S F S ラマダンティ             | デチャポル・プアヴァラヌクロー サプシリー・タエラッタナチャイ |
| 2019 | 桃田賢斗                         | 戴資穎                   | 嘉村健士 園田啓悟                                     | 松本麻佑 永原和可那                               | デチャポル・プアヴァラヌクロー サプシリー・タエラッタナチャイ |
| 2018 | 周天成                           | 高橋沙也加               | モハマド・アッサン ヘンドラ・セティアワン             | 櫻本絢子 高畑祐紀子                               | スンファント・ゴー シェボンジェミー・ライ                     |
| 2017 | B. サイ・プラニース              | 戴資穎                   | マシアス・ボー カーステン・モーゲンセン               | カミラ・リターユール クリスティーナ・ペデルセン   | 魯愷 黄雅瓊                                                   |
| 2016 | ソニー・ドゥイ・クンコロ         | ラチャノック・インタノン | 傅海峰 張楠                                           | ニチャ・クリシンダ・マヘスワリ グレイシア・ポリイ | 高成炫 金荷娜                                                 |
| 2015 | 桃田賢斗                         | 孫瑜                     | アンガ・プラタマ リッキー・カランダ・スワルディ       | 区冬妮 于小含                                     | 張楠 趙芸蕾                                                   |
| 2014 | サイモン・サントソ               | 王儀涵                   | 蔡贇 魯愷                                             | 包宜鑫 湯金華                                     | タトウィ・アーマド リリアナ・ナトシール                       |
| 2013 | トミー・スギアルト               | 王儀涵                   | ヘンドラ・セティアワン ムハマド・アッサン             | 趙芸蕾 田卿                                       | タトウィ・アーマド リリアナ・ナトシール                       |
| 2012 | ブーンサック・ポンサナ           | ユリアナ・シェンク       | マルキス・キド ヘンドラ・セティアワン                 | 包宜鑫 鍾倩欣                                     | 陳宏麟 程文欣                                                 |
| 2011 | 陳金                             | 汪鑫                     | 蔡贇 傅海峰                                           | 田卿 趙芸蕾                                       | タトウィ・アーマド リリヤナ・ナトシール                       |
| 2010 | ソニー・ドゥイ・クンコロ         | サイナ・ネワール         | 方介民 李勝木                                         | シンタ・ムリタ・サリ 姚蕾                         | トーマス・レイボーン カミラ・リターユール                     |
| 2009 | 鮑春来                           | 周蜜                     | アンソニー・クラーク ネイサン・ロバートソン           | 張亜雯 趙婷婷                                     | 鄭波 馬晋                                                     |
| 2008 | リー・チョンウェイ               | ティナ・ラスムセン       | ザクリー・ラティフ ファイルズズアン・タザリ           | 杜婧 于洋                                         | ノバ・ウィディアント リリヤナ・ナトシール                     |
| 2007 | ブーンサック・ポンサナ           | 張寧                     | 蔡贇 傅海峰                                           | 張亜雯 魏軼力                                     | フランディ・リンペレ ビタ・マリッサ                           |
| 2006 | ピーター・ゲード                 | ピ・ホンヤン             | フランディ・リンペレ シギット・ブディアルト           | 楊維 張潔雯                                       | ノバ・ウィディアント リリヤナ・ナトシール                     |
| 2005 | タウフィック・ヒダヤット         | 張寧                     | チャンドラ・ウィジャヤ シギット・ブディアルト         | 張丹 張亜雯                                       | 張軍 高崚                                                     |
| 2004 | ケネス・ヨナセン                 | 張寧                     | ルルク・ハディヤント アルベント・ユリアント           | 楊維 張潔雯                                       | ノバ・ウィディアント リリヤナ・ナトシール                     |
| 2003 | 陳宏                             | 張寧                     | イエンス・エリクセン マーチン・ルンドガード・ハンセン | 楊維 張潔雯                                       | 金東民 羅景民                                                 |
| 2002 | 陳宏                             | 周蜜                     | フランディ・リンペレ エン・ヒアン                     | 黄楠雁 楊維                                       | 金東民 羅景民                                                 |
| 2001 | タウフィック・ヒダヤット         | 張寧                     | トニー・グナワン ハリム・ハリヤント                   | 張潔雯 魏軼力                                     | イエンス・エリクセン メッテ・ショルダガー                     |